# Ovalau (Vavaʻu)
Ovalau ist eine Insel in der tonganischen Inselgruppe Vavaʻu.

## Geographie
Ovalau liegt im Osten neben Ovaka, dem Zentrum des Verwaltungsbezirks Motu und westlich von Moʻunu (Mounu). In der Umgebung liegen die Inselchen Muʻomuʻa (Muʻomuʻa), sowie Totokamaka und Totokafonua. Zur selben Riffkrone gehören noch die Inselchen Langakali und ʻEuakafa im Osten. Die Insel selbst ist stark gegliedert. Vier Rundungen scheinen zusammengewachsen zu sein wie die Knöchel einer Hand.

## Klima
Das Klima ist tropisch heiß, wird jedoch von ständig wehenden Winden gemäßigt. Ebenso wie die anderen Inseln der Vavaʻu-Gruppe wird Ovalau gelegentlich von Zyklonen heimgesucht.